# Скотт, Джейсон-Шейн
Джейсон-Шейн Скотт (англ. Jason-Shane Scott) — американский актёр, фотомодель и сценарист. Прославился ролью проблемного подростка Уилла в мыльной опере «Одна жизнь, чтобы жить», в которой снимался с 1998 по 2007 год. Также снимался в низкобюджетных фильмах Дэвида ДеКото.
В 2024 году вышла компьютерная игра Call of Duty: Black Ops 6, в которой Скотт подарил свою внешность одному из второстепенных антагонистов — агенту организации «Пантеон» Джексону Кейну.

## Личная жизнь
В 2017 году состоял в отношениях с актрисой Линдси Хартли, вместе они написали несколько киносценариев. После расставания с Хартли, Скотт встречался с писательницей Кэролайн Пирс; пара обручилась в 2022 году.

## Фильмография
| Год       |    | Русское название                   | Оригинальное название                       | Роль                           |
| --------- | -- | ---------------------------------- | ------------------------------------------- | ------------------------------ |
| 1998      | ф  | Голливудский поцелуй Билли         | Billy's Hollywood Screen Kiss               | Брэд                           |
| 1998      | ф  | Крикун                             | Shrieker                                    | молодой санитар                |
| 1998      | ф  | Проклятие хозяина марионеток       | Curse of the Puppet Master                  | помощник шерифа Уэйбёрн        |
| 1998—2007 | с  | Одна жизнь, чтобы жить             | One Life to Live                            | Уилл Раппапорт                 |
| 2002      | ф  | Оборотни с Уолл-Стрит              | Wolves of Wall Street                       | Микс                           |
| 2003      | ф  | Последние дни                      | Latter Days                                 | арендатор Кристиана            |
| 2004      | с  | Зачарованные                       | Charmed                                     | парень из сна                  |
| 2004      | ф  | Звёздный десант 2: Герой Федерации | Starship Troopers 2: Hero of the Federation | рядовой Дафф Хортон            |
| 2005      | ф  | Умирающий Галл                     | The Dying Gaul                              | массажист (в титрах не указан) |
| 2006      | с  | Отчаянные домохозяйки              | Desperate Housewives                        | официант Тэд                   |
| 2009      | ф  | Колодец и маятник                  | The Pit and the Pendulum                    | Джулиан                        |
| 2012      | тф | Прогулки по залам                  | Walking the Halls                           | Макс                           |
| 2012      | ф  | Белоснежка: Смертельное лето       | Snow White: A Deadly Summer                 | Марк                           |
| 2013      | с  | Управление гневом                  | Anger Management                            | парень #5                      |
| 2014      | ф  | Красное небо                       | Red Sky                                     | «Вегас»                        |
| 2016      | ф  | Снайпер: Специальный отряд         | Sniper: Special Ops                         | Тайлер                         |
| 2017      | с  | Популярна и влюблена               | Famous in Love                              | Броди                          |
| 2017      | ф  | Песочный человек                   | The Sandman                                 | Колтон                         |
| 2020      | ф  | Опасная связь                      | Fatal Affair                                | Трэвис Грин                    |
| 2022      | с  | Мёртв для меня                     | Dead to Me                                  | парень с голым торсом          |
| 2023      | с  | Новичок: Федералы                  | The Rookie: Feds                            | Маркус                         |